# Понурі
Понурі (рос. Понуры) — село у Грайворонському районі Бєлгородської області Російської Федерації.
Населення становить 0 осіб. Входить до складу муніципального утворення Грайворонський міський округ.

## Історія
Населений пункт розташований у східній частині української суцільної етнічної території — східній Слобожанщині.
Згідно із законом від 20 грудня 2004 року № 159 від 1 січня 2006 року до квітня 2018 року органом місцевого самоврядування було Козинське сільське поселення.
Уранці 18 травня російські війська з боку с. Понурі обстріляли село Дмитрівка Охтирського району із застосуванням реактивних систем залпового вогню Град. Було здійснено близько десятка пострілів. За інформацією Сумської ОВА постраждалих не було, але було влучання у приватний будинок мирних жителів. За процесуального керівництва Охтирської окружної прокуратури розпочато досудові розслідування за фактами порушення законів та звичаїв війни (ч. 1 ст. 438 КК України).

## Населення
| 2002 | 2010 |
| ---- | ---- |
| 7    | ↘0   |